# Meteor (веб-фреймворк)
Meteor — веб-платформа на языке JavaScript, предназначенная для разработки Web-приложений реального времени. Для связи с современными браузерами используется протокол Distributed Data Protocol (DDP), поддерживаемый с помощью WebSocket'ов, либо, если поддержки веб-сокетов и DDP нет — AJAX.

## Особенности
Код Meteor работает поверх node.js (однако он не придерживается принятой в node.js асинхронной модели, что может затруднить интеграцию node.js и meteor-приложений). Ядром Meteor является протокол DDP. Он предназначен для работы с коллекциями JSON-документов, позволяя легко создавать, обновлять, удалять, запрашивать и просматривать их. По умолчанию в качестве хранилища таких документов используется MongoDB.
Одна из важнейших особенностей платформы состоит в том, что она позволяет использовать один и тот же код как на стороне сервера, так и на стороне клиента. Между сервером и клиентом, как правило, передаются данные, а не HTML-код.

## История
История фреймворка началась с декабря 2011 под именем Skybreak, в январе 2012 проект сменил своё имя. В апреле того же года лицензия была изменена с GNU GPL на MIT. В июне Джефф Шмидт (англ. Geoff Schmidt), CEO Meteor Developer Group объявил о получении финансирования в размере 11.2 млн долларов, в основном от венчурного фонда Andreessen Horowitz. Благодаря этому Род Джонсон, создатель Spring Framework, который перед тем оставил SpringSource и VMWare, смог приступить к разработке Meteor, как основной работе.